# 전범 재판
전범 재판(戰犯裁判, war crimes trials)은 종전 후 국제법에 따라 전쟁 범죄자들을 형사처벌하기 위해 하는 재판이다. 군사재판과 같은 종류의 재판으로 분류하기도 한다. 가장 대표적인 전범 재판은 제2차 세계 대전 종전 후 미국을 중심으로 한 승전국들이 패전국인 독일의 전쟁 범죄자들을 재판한 뉘른베르크 전범재판과 일본의 전쟁 범죄자들을 재판한 극동 국제 군사 재판 등이 있다. 전범으로 사형을 선고 받은 경우에는 전원 신분이나 지위고하 막론하고 군인이라고 할지라도 교수형이 선고 및 집행된다.

## 같이 보기
- 유엔 전쟁 범죄 위원회